# Єрмаш Валентина Максимівна
Валентина Максимівна Єрмаш (нар. 8 травня 1932 — ?) — українська радянська діячка, новаторка виробництва, чергова електромонтерка вагонного депо станції Дебальцеве-Сортувальна Донецької області. Депутат Верховної Ради УРСР 6—7-го скликань.

## Біографія
На 1960-ті роки — чергова електромонтерка вагонного депо станції Дебальцеве-Сортувальна Донецької залізниці.
Потім — на пенсії в місті Дебальцеве Донецької області.

## Нагороди
- Ордени
- Медалі